# 海因里希·冯·比洛
海因里希·冯·比洛（Dietrich Heinrich von Bülow，1757年—1807年），普鲁士军人，作家。

## 著作
- 《現代戰爭系統的精神》（Geist des Neueren Kriegssystems），漢堡, 1805年
- 《Lehrstze的現代戰爭》（Lehrstze des Neueren Kriegs），柏林，1805年
- 《普魯士亨利親王的歷史》（Geschichte des Prinzen Heinrich von Preussen），柏林，1805年
- 《現代人的新戰術》（Neue Taktik der Neuern wie sie sein sollte），萊比錫，1805年
- 《競選》（Der Feldzug），萊比錫，1806年